# Romeo Cristani
Romeo Cristani (Verona, 21 maggio 1855 – Verona, 11 gennaio 1920) è stato uno scultore italiano.

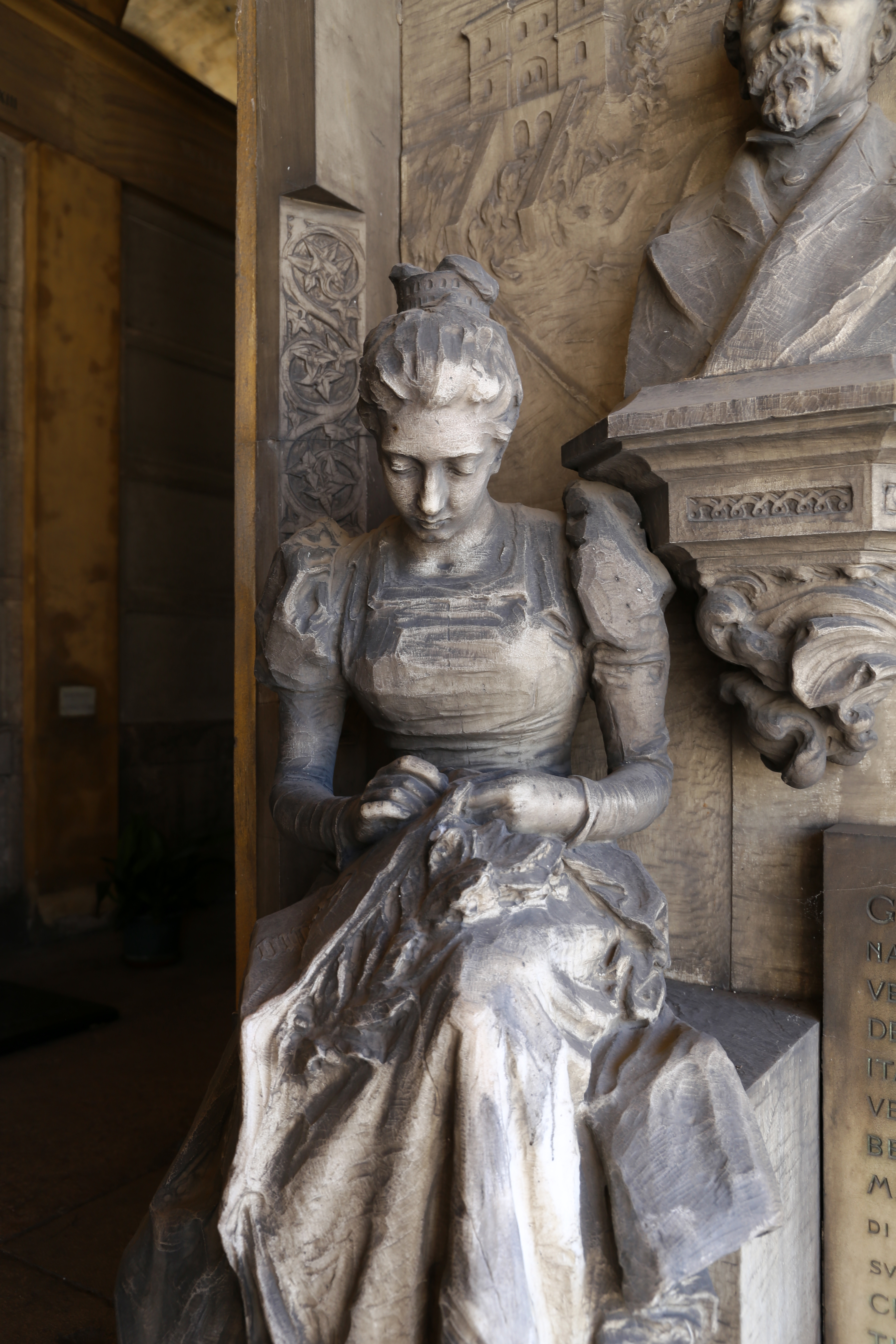
Monumento Camuzzoni (dettaglio), 1897, cimitero monumentale di Verona

Si applicò inizialmente alla pittura e all'incisione, per poi dedicarsi esclusivamente alla scultura, anche per via di un difetto alla vista.
Fu professore all'Accademia di Belle Arti di Verona, poi direttore alla Scuola d'arte Brenzoni di Sant'Ambrogio di Valpolicella (fino al 1910).
Lavorò soprattutto a Verona, realizzando il monumento di Paolo Veronese, di Umberto I di Savoia, e un busto di Scipione Maffei per l’omonimo liceo.
Per il cimitero monumentale scolpì vari monumenti funebri: tra i più significativi quello a Girolamo Bovio, alla famiglia Zainer, a Giulio Camuzzoni, ad Antonio Aymo, alla famiglia Ferrari-Rebonato, al generale Teresio Bocca e a Clementina Cavalli Zanella.